# Martyrs de Forte Bravetta
Les Martyrs de Forte Bravetta sont 66 militaires et partisans, tous  appartenant à la Résistance romaine, fusillés par un commando allemand ou par la Polizia Africa Italiana (PAI) pendant la période d'occupation (10 septembre 1943 – 4 juin 1944) à Forte Bravetta, une des constructions fortifiées qui entourent Rome, située à la périphérie ouest de la capitale, à environ 3,5 km de la voie Bravetta.
L’intérieur du fort a été transformé un parc public nommé Parco dei martiri di Forte Bravetta.

## Liste des martyrs
Le monument funéraire réalisé en  1967 compte 18 dates et 77 noms.
- 20 octobre 1943
  - Giacomo Proietti, agriculteur
- 23 octobre 1943
  - Etargenio Angelini
- 18 novembre 1943
  - Giuseppe Tirella, officier de la marine marchande
- 26 novembre 1943
  - Agostino Basili, agriculteur
  - Walter Ludovisi
- 22 décembre 1943
  - Riccardo Di Giuseppe
  - Mario Carucci, parachutiste (Mouvement des catholiques communistes)
- 30 décembre 1943
  - Riziero Fantini, ouvrier [2](PCI)
  - Antonio Feurra, (PCI)
  - Italo Grimaldi, boucher (PCI)
- 31 décembre 1943
  - Antonio Pozzi, vicebrigadier des carabiniers
  - Raffaele Pinto, carabinier
- 20 janvier 1944
  - Andrea Franceschetti
  - Salvatore Petronari Giacomo[3],[4](PCI)
- 31 janvier 1944
  - Giovanni Andreozzi
  - Mariano Buratti, professeur de philosophie (Parti d'action) - Médaille d'or à la valeur militaire[5]
  - Mario Capecci (Bandiera Rossa Roma)
  - Enrico De Simone, officier de cavalerie
  - Augusto Latini
  - Vittorio Mallozzi, boulanger[6](PCI) - Médaille d'or à la valeur militaire[7]
  - Paolantonio Renzi, maçon (Parti d'action)
  - Raffaele Riva, ouvrier [8],[9](Mouvement des catholiques communistes)
  - Franco Sardone, enseignant (Parti d'action)
  - Renato Traversi (Mouvement des catholiques communistes
- 2 février 1944
  - Ettore Arena, ouvrier [10]- Medaille d'or à la valeur militaire[11]
  - Benvenuto Badiali, commerçant (Bandiera Rossa Roma)
  - Branko Bitler, impresario théâtre (Bandiera Rossa Roma)
  - Ottavio Cirulli, cordonnier [12](Bandiera Rossa Roma)
  - Romolo Jacopini [13](Bandiera Rossa Roma)
  - Enzio Malatesta, journaliste [14](Bandiera Rossa Roma) - Médaille d'or à la valeur militaire[15]
  - Carlo Merli [16](Bandiera Rossa Roma)
  - Augusto Paroli (Bandiera Rossa Roma)
  - Gino Rossi Bixio, officier (Bandiera Rossa Roma)
  - Guerrino Sbardella, typographe [17],[18](Bandiera Rossa Roma)
  - Filiberto Zolito, cordonnier (Bandiera Rossa Roma)
- 4 mars 1944
  - Antonio Lalli, employé [19](PCI)
  - Eugenio Messina (PCI)
- 7 mars 1944
  - Antonio Bussi, employé (PCI)
  - Concetto Fioravanti (Bandiera Rossa Roma)
  - Vincenzo Gentile, employé (PCI)
  - Giorgio Labò dit Lamberto, sergent du Génie [20](PCI)[21],[22]. - Médaille d'or à la valeur militaire[23]
  - Paul Lauffner, dentiste (Parti d'action)
  - Francesco Lipartiti, carabinier
  - Mario Mechelli (Bandiera Rossa Roma)
  - Antonio Nardi, chauffeur (Bandiera Rossa Roma)
  - Augusto Pasini, militaire
  - Guido Rattoppatore, ouvrier ATAG [24],[25](PCI)
- 3 avril 1944
  - Don Giuseppe Morosini, aumônier militaire [26] - Médaille d'or à la valeur militaire[27]
- 12 avril 1944
  - Antonio D’Ortensi
- 29 avril 1944
  - Pietro Benedetti, ébéniste [28](PCI)
  - Antonio Addario (Bandiera Rossa Roma)
  - Michele Addario (Bandiera Rossa Roma)
- 3 mai 1944
  - Tigrino Sabatini, ouvrier [29](Bandiera Rossa Roma)
- 8 mai 1944
  - Salvatore Fagioli
  - Virginio Tagliaferri
- 24 mai 1944
  - Pietro Bergamini, militaire radiotelegraphiste (PSIUP)
  - Giordano Bruno Ferrari, peintre [30](PSIUP) - Medaille d'or à la valeur militaire[31]
  - Salvatore Grasso, officier (PSIUP)
  - Fabrizio Vassalli, officier[32],[33](PSIUP) - Médaille d'or à la valeur militaire[34]
  - Corrado Vinci, militaire (PSIUP)
- 3 juin 1944
  - Fortunato Caccamo dit Tito, carabinier [35],[36] - Médaille d'or à la valeur militaire[37]
  - Mario De Martis, lieutenant et pilote [38]
  - Costantino Ebat dit Costanzo, officier d'artillerie[39],[40] - Médaille d'or à la valeur militaire[41]
  - Giovanni Lupis, agent de sécurité publique
  - Emilio Scaglia, agent de sécurité publique [42],[43] - Médaille d'or à la valeur militaire
  - Guido Orlanducci, sous-officier

## Filmographie
Roberto Rossellini dans son film Rome ville ouverte, décrit de façon romancée l’exécution du père Don Giuseppe Morosini, (3 avril 1944) interprété par Aldo Fabrizi.